# Amaranth
Amaranthus, cunoscut ca și amarant, este o plantă de gen cosmopolit. Unele specii de amarant sunt cultivate ca legume pentru consum, cereale sau ca plante ornamentale.
Au fost identificate aproximativ 60 de specii cu Inflorescențe care variază de la roșu la mov, verde și galben.
"Amarant" provine din grecescul ἀμάραντος (amarantos), "nepieritor; cel care nu se va "veșteji" care alăturat cuvântului grec "floare," ἄνθος (anthos), formează "amarant."
În trecut era folosită de azteci și de incași, fiind cunoscută și prețuită de ei pentru calitățile pe care le descoperiseră la ea. Amarantul este o plantă benefică pentru sănătate, fiind unul dintre cele mai nutritive alimente cunoscute și având o valoare proteică mai mare decât orezul, făina integrală de grâu, ovăzul sau secara. Este foarte bogat în minerale (mangan, fier, zinc, fosfor, cupru), în calciu și vitamine (A, B, E, D), aminoacizi esențiali și nu conține gluten.